# Basselinia humboldtiana
Basselinia humboldtiana là loài thực vật có hoa thuộc họ Arecaceae. Loài này được (Brongn.) H.E.Moore mô tả khoa học đầu tiên năm 1984.